# Phare de Kadıköy İnciburnu
Le phare de Kadıköy İnciburnu (en turc : Kadıköy Feneri ou Inciburnu Feneri)  est un feu portuaire situé en tête du brise-lames du port de Kadıköy sur la côte anatolienne à l'entrée sud du Bosphore, dans le district de Kadıköy à Istanbul, en Turquie. Il se trouve en face du phare d'Ahirkapi, situé sur la côte roumélienne du détroit à une distance de 1,5 milles marins (2,8 km). Une ligne reliant les deux phares marque la limite sud du port d'Istanbul.
Il est exploité et entretenu par l'Autorité de sécurité côtière (en turc : Kıyı Emniyeti Genel Müdürlüğü) du Ministère des transports et des communications.

## Description
Le phare est une tour haute de 11 m  construite en béton et peinte en blanc. Il a été mis en service le 13 octobre 1977.
Il est équipé d'une lanterne de type Tideland ML-300 avec une lentille de Fresnel en acrylique monobloc de 300 mm de distance focale. Ce feu est alimenté par l'énergie solaire produisant 35 W.
À une hauteur focale de 14 m, le feu blanc d'une durée de 2 secondes clignote toutes les 4 secondes, et il est visible à une distance de 13 milles nautiques (24 km) dans la mer de Marmara.
Identifiant : Admiralty : E49O4.6 - NGA : 17360.

## Caractéristique dufeu maritime
Fréquence : 4 secondes (W)
- Lumière : 2 secondes
- Obscurité : 2 secondes

### Lien connexe
- Liste des phares de Turquie